# Знак решётки
Знак решётки (#) — символ; иные варианты названия: решётка, октото́рп (от лат. octothorpe — восемь концов), хештег, знак номера, дие́з (или шарп [англ. sharp], из-за внешнего сходства этих двух символов), знак фунта (знак решётки часто используют в случаях, когда в системе отсутствует техническая возможность ввода символа фунта).

## Название
Начиная с 1960-х годов американские инженеры в области телефонии пытались придумать специальное название для этого символа, такие как англ. octothorp, octothorpe, octathorp, octatherp («октоторп», «октаторп», «октатерп»). Ни одно из них в итоге так и не получило серьёзного распространения: те статьи в англоязычных словарях, которые описывают подобные термины, в массе своей являются лишь ссылками на устоявшиеся формы англ. hash sign (хеш-знак) или number sign (знак номера, что традиционно для английского языка; в русском языке для обозначения номера используют другой знак — №). Также показательно, что предлагаемые слова не входят в английские словари автоматической проверки орфографии ни в продуктах Microsoft Office, ни в браузере Mozilla Firefox, ни в другом современном ПО.[значимость факта?] Несмотря на это, в сети существует группа, пропагандирующая наименование octothorp («октоторп»).
Этот символ не был распространён в русской типографике вплоть до конца XX века. Неспециализированное, бытовое распространение знак получил с распространением цифрового набора номеров в телефонах, в том числе мобильных. В языке за ним закрепился термин «знак решётки». Формы названия «решётка» и «знак решётки» используются сейчас для этого символа повсеместно как в устной, так и в письменной речи (прежде всего в компьютерной литературе, инструкциях к технике и пр.).

## Использование
В литературе средних веков (преимущественно медицинской направленности), написанной на латыни, этот знак имел смысл креста (в теологическом смысле) и читался «Cum Deo» (с лат. — «С Богом!»).
В американской типографике знак решётки возник в конце XIX века в биржевой практике США с появлением телеграфа, когда надо было очень быстро записывать мелом на доске котировки, а потом и в букмекерских конторах. До середины 1960-х годов использование знака было характерно для газетно-рекламного дела. В литературных изданиях употребляется редко и принят скорее в технических текстах.
В США при обозначении единиц измерения массы символ # может использоваться в качестве заменителя сокращений «lb» и «℔» (символ либры), обозначающих, в частности, торговый фунт.
Наиболее общим использованием данного символа является обозначения номера в США, а его название в Unicode в буквальном переводе на русский звучит «знак номера» (англ. number sign).
Так как в русской типографике номер обозначают символом №, то использование для символа «#» в русском языке названия «знак номера» является ложным другом переводчика. Тем не менее, именно под таким названием данный символ часто встречался в советской литературе по программированию.
Не следует путать данный символ со знаком диез, для которого в Unicode существует свой собственный символ ♯ (Unicode U+266F). Примечательно, что Microsoft использует символ решётки «#» в названии языка программирования C#, хотя подразумевает этим диез (англ. Sharp в переводе означает «диез»)), ссылаясь на трудности набора оригинального знака диез.
В настоящее время символ «#» штатно присутствует на компьютерной клавиатуре и активно используется в IT:
- в UNIX-среде в приглашении командной строки указывает на права суперпользователя (root);
- в конфигурационных файлах большинства UNIX-программ, части конфигурационных файлов Windows, во многих языках программирования (Perl, PHP, Python), в командных оболочках ОС Unix используется как знак однострочного комментария;
- в UNIX-подобных ОС совместно с восклицательным знаком в начале файла образует Shebang — последовательность, после которой указывается интерпретатор, которому будет передан файл при запуске;
- в URL отделяет название некоторого раздела внутри ресурса;
- этим знаком обозначается начало записи кода цвета в HTML, например #442d25 — кофейный.
- используется в викиразметке;
- из-за своей симметричности в моноширинных шрифтах используется для формирования псевдографических изображений;
- в языках C, C++ используется для указания на директивы препроцессора компилятора;
- в языке Паскаль употребляется для обозначения ASCII-кодов символов;
- в семействе функций printf внутри управляющей последовательности используется для указания на альтернативную форму вывода значения;
- в языке Lua используется как оператор получения длины строки или индексного массива;
- в CSS и JavaScript-библиотеке jQuery «#» используется для обозначения элемента по его id, аналогично методу document.getElementById();
- в Бейсике, поставленный сразу после имени переменной, означает тип данных «с плавающей запятой двойной точности»[5];
- в языке программирования Visual Basic используется для указания типа данных «дата», например, #2/27/06#[6];
- во многих социальных сетях с этого знака начинаются хештеги;
- в языке 1С используется для обозначения инструкций препроцессора и выделения логических блоков модуля (#Область <НаименованиеОбласти> и #КонецОбласти)

Также символ «#» присутствует на клавиатуре кнопочных телефонов и используется, как правило, как терминальный символ, при наборе служебных запросов на сотовых телефонах (USSD-запрос).
Также используется в математике (дифференциальные формы) под наименованием «диез».
В шахматной нотации символ «#» служит для обозначения мата.